# Gorilla Glass
Gorilla Glass is een merk van chemisch versterkt glas, ontwikkeld en vervaardigd door Corning. Het is ontworpen om dun, licht en schadebestendig te zijn. Gorilla Glass is een merknaam gerelateerd aan Corning, maar er bestaan ook soortgelijke producten, waaronder Dragontrail van AGC Inc. en Xensation van Schott AG.
Het alkali-aluminiumsilicaatglas wordt voornamelijk gebruikt als dekglas voor draagbare elektronische apparaten, zoals mobiele telefoons, draagbare mediaspelers, en televisieschermen. Het glas krijgt zijn vermogen om robuust scheurvast te zijn door onderdompeling in een heet, kaliumzout-ionenwisselingsbad. Daarbij zou de zevende generatie glas heel moeten blijven bij vallen van twee meter hoogte op een harde ondergrond. Het wordt vervaardigd in Harrodsburg (Kentucky), Asan (Zuid-Korea), en Taiwan.